# لا بورت (تكساس)
لا بورت (بالإنجليزية: La Porte, Texas)‏ هي مدينة تقع بولاية تكساس في شمال شرق الولايات المتحدة. تبلغ مساحة هذه المدينة 51.8 (كم²)، وترتفع عن سطح البحر 6 م، بلغ عدد سكانها 33800 نسمة في عام 2010 حسب إحصاء مكتب تعداد الولايات المتحدة .

## التركيبة السكانية
حدّد مكتب تعداد الولايات المتحدة بيانات التركيبة السكانية للا بورت في تعداد الولايات المتحدة. في ما يلي، التركيبة السكانية حسب تعدادي 2000 و2010.

### تعداد عام 2000
بلغ عدد سكان لا بورت 31,880 نسمة بحسب تعداد عام 2000، وبلغ عدد الأسر 10,928 أسرة وعدد العائلات 8,575 عائلة مقيمة في المدينة. في حين سجلت الكثافة السكانية 618.4 نسمة لكل كيلومتر مربع (1,601.6/ميل2). وبلغ عدد الوحدات السكنية 11,720 وحدة بمتوسط كثافة قدره 227.4 لكل كيلومتر مربع (589.0/ميل2).
وتوزع التركيب العرقي للمدينة بنسبة 81.39% من البيض و6.25% من الأمريكيين الأفارقة و0.48% من الأمريكيين الأصليين و1.13% من الأمريكيين ذوي الأصول الآسيوية و0.08% من سكان جزر المحيط الهادئ و8.52% من الأعراق الأخرى و2.15% من عرقين مختلطين أو أكثر و20.45% من الهسبانيون أو اللاتينيون من أي عرق.
بلغ عدد الأسر 10,928 أسرة كانت نسبة 47.5% منها لديها أطفال تحت سن الثامنة عشر تعيش معهم، وبلغت نسبة الأزواج القاطنين مع بعضهم البعض 62.8% من أصل المجموع الكلي للأسر، ونسبة 11.4% من الأسر كان لديها معيلات من الإناث دون وجود شريك، بينما كانت نسبة 4.3% من الأسر لديها معيلون من الذكور دون وجود شريكة وكانت نسبة 21.5% من غير العائلات. تألفت نسبة 17.4% من أصل جميع الأسر من عدة أفراد يعيشون في نفس المنزل ونسبة 4.6% كانت تتألف من شخص يعيش بمفرده يبلغ من العمر 65 عاماً أو أكثر. وبلغ متوسط حجم الأسرة المعيشية 2.90، أما متوسط حجم العائلات فبلغ 3.28.
بلغ العمر الوسطي للسكان 32.6 عاماً. وكانت نسبة 29.7% من القاطنين تحت سن الثامنة عشر، وكانت نسبة 8.9% بين الثامنة عشر والرابعة والعشرين عاماً، ونسبة 32.7% كانت واقعةً في الفئة العمرية ما بين الخامسة والعشرين والرابعة والأربعين عاماً، ونسبة 21.7% كانت ما بين الخامسة والأربعين والرابعة والستين، ونسبة 6.3% كانت ضمن فئة الخامسة والستين عاماً فما فوق. يوجد لكل 100 أنثى 99.0 ذكر، ويوجد لكل 100 أنثى في الثامنة عشر من عمرها فما فوق 95.7 ذكر.
بلغ متوسط دخل الأسرة في المدينة 36,141 دولارًا، أما متوسط دخل العائلة فبلغ 43,254 دولارًا. وكان متوسط دخل الذكور 34,677 دولارًا مقابل 22,014 دولارًا للإناث. وسجل دخل الفرد الخاص بالمدينة 16,538 دولارًا. وكانت نسبة 10% من العائلات ونسبة 12.6% من السكان تحت خط الفقر، وكان من هؤلاء نسبة 17.1% تحت سن الثامنة عشر ونسبة 18.7% في الخامسة والستين من العمر وما فوق.

### تعداد عام 2010
بلغ عدد سكان لا بورت 33,800 نسمة بحسب تعداد عام 2010، وبلغ عدد الأسر 11,890 أسرة وعدد العائلات 8,878 عائلة مقيمة في المدينة. في حين سجلت الكثافة السكانية 655.7 نسمة لكل كيلومتر مربع (1,698.3/ميل2). وبلغ عدد الوحدات السكنية 12,875 وحدة بمتوسط كثافة قدره 249.8 لكل كيلومتر مربع (647.0/ميل2).
وتوزع التركيب العرقي للمدينة بنسبة 80.07% من البيض و6.21% من الأمريكيين الأفارقة و0.62% من الأمريكيين الأصليين و1.22% من الأمريكيين ذوي الأصول الآسيوية و0.11% من سكان جزر المحيط الهادئ و9.12% من الأعراق الأخرى و2.65% من عرقين مختلطين أو أكثر و29.38% من الهسبانيون أو اللاتينيون من أي عرق.
بلغ عدد الأسر 11,890 أسرة كانت نسبة 41.8% منها لديها أطفال تحت سن الثامنة عشر تعيش معهم، وبلغت نسبة الأزواج القاطنين مع بعضهم البعض 55.5% من أصل المجموع الكلي للأسر، ونسبة 13.1% من الأسر كان لديها معيلات من الإناث دون وجود شريك، بينما كانت نسبة 6.1% من الأسر لديها معيلون من الذكور دون وجود شريكة وكانت نسبة 25.3% من غير العائلات. تألفت نسبة 20.3% من أصل جميع الأسر من عدة أفراد يعيشون في نفس المنزل ونسبة 6.4% كانت تتألف من شخص يعيش بمفرده يبلغ من العمر 65 عاماً أو أكثر. وبلغ متوسط حجم الأسرة المعيشية 2.84، أما متوسط حجم العائلات فبلغ 3.28.
بلغ العمر الوسطي للسكان 34.5 عاماً. وكانت نسبة 27.4% من القاطنين تحت سن الثامنة عشر، وكانت نسبة 9.4% بين الثامنة عشر والرابعة والعشرين عاماً، ونسبة 28.1% كانت واقعةً في الفئة العمرية ما بين الخامسة والعشرين والرابعة والأربعين عاماً، ونسبة 26.6% كانت ما بين الخامسة والأربعين والرابعة والستين، ونسبة 8.6% كانت ضمن فئة الخامسة والستين عاماً فما فوق. وتوزع التركيب الجنسي للسكان بنسبة 49.6% ذكور و50.4% إناث.

## أعلام
- يوسف سكوت
- نيل بيكر
- جيسيكا بوون
- جين واشنطن
- سارة إيما إدموندز

## وصلات خارجية
- The US50 - Cities and Towns in Texas State